# ليلة الموتى الأحياء (فلم)
محاكاة: ليلة الموتى الأحياء أو محاكاة، هو فيلم رعب أمريكي من إنتاج عام 2011. الفيلم من إخراج دوغلاس شولز، وتأليف جوشوا واجنر وشولز، وبطولة آلن مالدونادو، لورين ماي شيفر، تايلور بيدمونت، وديفيد جي بي براون.

## روابط خارجية
- مقالات تستعمل روابط فنية بلا صلة مع ويكي بيانات